# Projekt Ozma

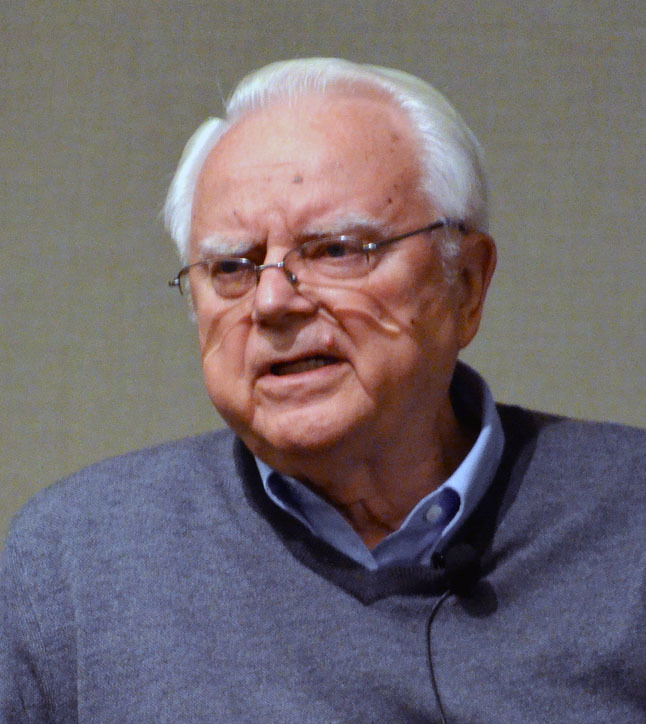
Dr Frank Drake

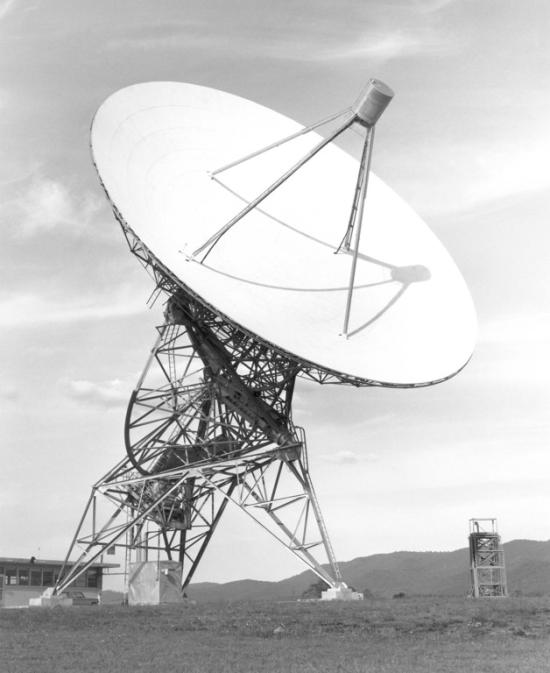
Teleskop Tatela w Green Bank, wykorzystany w eksperymencie (źródło: NRAO/AUI)

Projekt Ozma – pionierski eksperyment SETI, uruchomiony w 1960 przez astronoma z Uniwersytetu Cornella, Franka Drake’a, w National Radio Astronomy Observatory w Green Bank (Wirginia Zachodnia). Celem eksperymentu było poszukiwanie oznak obcych cywilizacji w odległych systemach, poprzez nasłuch w paśmie radiowym. Nazwa projektu została zapożyczona od imienia księżniczki Ozmy, władczyni fikcyjnej krainy Oz z powieści Franka Bauma. Informacje o poszukiwaniach zostały opublikowane w artykułach popularnych ówczesnych mediów, m.in. w „Time”.
Drake wykorzystał radioteleskop o średnicy 26 m do zbadania gwiazd tau Ceti i epsilon Eridani w pobliżu częstotliwości 1,42 GHz. Obie są bliskie i podobne Słońcu, stąd wydawało się rozsądne, że powinny posiadać zamieszkałe planety. Wokół znacznika zostało przeskanowane pasmo 400 kHz, przy wykorzystaniu jednokanałowego odbiornika z pasmem 100 Hz. Informacje były zapisywanie na taśmę do późniejszej analizy. Podczas około 150 godzin okresowych obserwacji przez cztery miesiące nie wykryto rozpoznawalnych sygnałów. Jeden, fałszywy, zarejestrowano 8 sierpnia 1960, ale został rozpoznany jako pochodzący z przelatującego wysoko samolotu.
Odbiornik został dostrojony do fal długości bliskich 21 cm (które są naturalnym promieniowaniem międzygwiazdowego wodoru), gdyż sądzono, że obce cywilizacje wybrałyby właśnie to pasmo, gdyby chciały nawiązać kontakt.
Drugi eksperyment, nazwany Ozma II, został przeprowadzony w tym samym obserwatorium przez Benjamina Zuckermana i Patricka Palmera, którzy okresowo monitorowali ponad 650 pobliskich gwiazd przez ok. cztery lata (1973–1976).